# Paul Smith (compositore)
Paul J. Smith (Calumet, 30 ottobre 1906 – Glendale, 25 gennaio 1985) è stato un compositore statunitense di colonne sonore cinematografiche.

## Filmografia
- L'ultimo treno da Vienna (Miracle of the White Stallions), regia di Arthur Hiller (1963)

## Premi Oscar per la miglior colonna sonora

### Vittorie
- Pinocchio (1941)

### Nomination
- Biancaneve e i sette nani (1938)
- Victory Through Air Power (1944)
- I tre caballeros (1946)
- I racconti dello zio Tom (1948)
- Cenerentola (1951)